# والبورگ (کارولینای شمالی)
والبورگ (به انگلیسی: Wallburg) شهری در ایالت کارولینای شمالی کشور ایالات متحده آمریکا است که جمعیت آن در سرشماری سال ۲۰۱۰ میلادی، ۳٬۰۴۷ نفر بوده‌است.